# Campeonato Sub-17 de la OFC 2001
El Campeonato Sub-17 de la OFC 2001 fue la novena edición de dicho torneo. Se llevó a cabo entre el 3 de diciembre del año anterior y el 8 de abril en Samoa y Vanuatu.
Participaron diez selecciones: Australia, Fiyi, Islas Salomón, Nueva Zelanda, Papúa Nueva Guinea, Samoa, Samoa Americana, Tahití, Tonga y Vanuatu. Fueron divididos en dos grupos de cinco equipos cada uno, y posteriormente los primeros avanzaron a la final, que se jugó a ida y vuelta. Australia ganó el torneo por octava vez y clasificó a la Copa Mundial la categoría de 2001.

## Equipos participantes
| Equipos participantes | Equipos participantes | Equipos participantes | Equipos participantes |
| --------------------- | --------------------- | --------------------- | --------------------- |
| Australia             | Fiyi                  | Islas Salomón         | Nueva Zelanda         |
| Papúa Nueva Guinea    | Samoa                 | Samoa Americana       | Tahití                |
| Tonga                 | Vanuatu               |                       |                       |

## Primera fase

### Grupo A
| Selección          | Pts | PJ | PG | PE | PP | GF | GC | Dif |
| ------------------ | --- | -- | -- | -- | -- | -- | -- | --- |
| Australia          | 12  | 4  | 4  | 0  | 0  | 43 | 0  | 43  |
| Papúa Nueva Guinea | 9   | 4  | 3  | 0  | 1  | 11 | 9  | 2   |
| Islas Salomón      | 6   | 4  | 2  | 0  | 2  | 20 | 3  | 17  |
| Samoa              | 3   | 4  | 1  | 0  | 3  | 5  | 17 | -12 |
| Samoa Americana    | 0   | 4  | 0  | 0  | 4  | 3  | 53 | -50 |

| Fecha                   | Lugar |                    |                               | Resultado |                               |                    |
| ----------------------- | ----- | ------------------ | ----------------------------- | --------- | ----------------------------- | ------------------ |
| 3 de diciembre de 2000  | Apia  | Samoa              | Bandera de Samoa              | 4:3       | Bandera de Samoa Americana    | Samoa Americana    |
| 3 de diciembre de 2000  | Apia  | Papúa Nueva Guinea | Bandera de Papúa Nueva Guinea | 2:1       | Bandera de Islas Salomón      | Islas Salomón      |
| 5 de diciembre de 2000  | Apia  | Australia          | Bandera de Australia          | 30:0      | Bandera de Samoa Americana    | Samoa Americana    |
| 5 de diciembre de 2000  | Apia  | Samoa              | Bandera de Samoa              | 1:2       | Bandera de Papúa Nueva Guinea | Papúa Nueva Guinea |
| 7 de diciembre de 2000  | Apia  | Australia          | Bandera de Australia          | 7:0       | Bandera de Papúa Nueva Guinea | Papúa Nueva Guinea |
| 7 de diciembre de 2000  | Apia  | Samoa              | Bandera de Samoa              | 0:7       | Bandera de Islas Salomón      | Islas Salomón      |
| 9 de diciembre de 2000  | Apia  | Australia          | Bandera de Australia          | 1:0       | Bandera de Islas Salomón      | Islas Salomón      |
| 9 de diciembre de 2000  | Apia  | Papúa Nueva Guinea | Bandera de Papúa Nueva Guinea | 7:0       | Bandera de Samoa Americana    | Samoa Americana    |
| 11 de diciembre de 2000 | Apia  | Samoa              | Bandera de Samoa              | 0:5       | Bandera de Australia          | Australia          |
| 11 de diciembre de 2000 | Apia  | Islas Salomón      | Bandera de Islas Salomón      | 12:0      | Bandera de Samoa Americana    | Samoa Americana    |

### Grupo B
| Selección     | Pts | PJ | PG | PE | PP | GF | GC | Dif |
| ------------- | --- | -- | -- | -- | -- | -- | -- | --- |
| Nueva Zelanda | 12  | 4  | 4  | 0  | 0  | 12 | 1  | 11  |
| Vanuatu       | 7   | 4  | 2  | 1  | 1  | 16 | 3  | 13  |
| Tahití        | 5   | 4  | 1  | 2  | 1  | 1  | 2  | -1  |
| Fiyi          | 3   | 4  | 1  | 0  | 3  | 9  | 5  | 4   |
| Tonga         | 1   | 4  | 0  | 1  | 3  | 0  | 29 | -29 |

| Fecha               | Lugar     |               |                               | Resultado |                               |               |
| ------------------- | --------- | ------------- | ----------------------------- | --------- | ----------------------------- | ------------- |
| 22 de marzo de 2001 | Port Vila | Tahití        | Bandera de Polinesia Francesa | 0:0       | Bandera de Vanuatu            | Vanuatu       |
| 22 de marzo de 2001 | Port Vila | Fiyi          | Bandera de Fiyi               | 0:1       | Bandera de Nueva Zelanda      | Nueva Zelanda |
| 24 de marzo de 2001 | Port Vila | Vanuatu       | Bandera de Vanuatu            | 3:0       | Bandera de Fiyi               | Fiyi          |
| 24 de marzo de 2001 | Port Vila | Nueva Zelanda | Bandera de Nueva Zelanda      | 8:0       | Bandera de Tonga              | Tonga         |
| 26 de marzo de 2001 | Port Vila | Tonga         | Bandera de Tonga              | 0:12      | Bandera de Vanuatu            | Vanuatu       |
| 26 de marzo de 2001 | Port Vila | Tahití        | Bandera de Polinesia Francesa | 1:0       | Bandera de Fiyi               | Fiyi          |
| 28 de marzo de 2001 | Port Vila | Nueva Zelanda | Bandera de Nueva Zelanda      | 2:0       | Bandera de Polinesia Francesa | Tahití        |
| 28 de marzo de 2001 | Port Vila | Tonga         | Bandera de Tonga              | 0:9       | Bandera de Fiyi               | Fiyi          |
| 30 de marzo de 2001 | Port Vila | Tahití        | Bandera de Polinesia Francesa | [ n 1 ]   | Bandera de Tonga              | Tonga         |
| 30 de marzo de 2001 | Port Vila | Vanuatu       | Bandera de Vanuatu            | 1:3       | Bandera de Nueva Zelanda      | Nueva Zelanda |

## Final
| Fecha              | Lugar    |               |                          | Resultado |                          |               |
| ------------------ | -------- | ------------- | ------------------------ | --------- | ------------------------ | ------------- |
| 4 de abril de 2001 | Canberra | Australia     | Bandera de Australia     | 3:0       | Bandera de Nueva Zelanda | Nueva Zelanda |
| 8 de abril de 2001 | Auckland | Nueva Zelanda | Bandera de Nueva Zelanda | 0:6       | Bandera de Australia     | Australia     |

| Bandera de Australia |
| Campeón Australia    |
| 8.vo título          |